# 로링 투
로링 우량 투(영어: Loring Wuliang Tu IPA: [ˈlɔːɹɪŋ tuː], 중국어: 杜武亮, 병음: Dù Wǔliàng 두우량[*], 한자음: 두무량, 1952~)는 타이완 태생의 수학자이다. 대수기하학과 위상수학에 공헌하였다.

## 생애
1952년 8월 7일 타이베이시에서 태어났다. 투의 친할아버지는 타이완 최초의 의학 박사인 두충밍(중국어 간체자: 杜聪明, 정체자: 杜聰明, 병음: Dù Cōngmíng, 한자음: 두총명, 1893~1986)으며, 1954년에 가오슝 의학 대학(중국어: 高雄醫學大學)을 창립하였다. 투의 아버지인 두충밍의 장남 두쭈즈(중국어: 杜祖智, 병음: Dù Zǔzhì, 한자음: 두조지, 영어: Tsu-Chih Tu)는 가오슝 의학 대학의 약리학부(중국어: 藥理學科)를 1956년에 창설하였다. 투는 두쭈즈의 둘째 아들로 태어났다.
투의 가족은 1965년에 미국으로 이민하였다. 맥길 대학교와 프린스턴 대학교를 다녔으며, 이후 하버드 대학교에서 1979년에 필립 오거스터스 그리피스 4세(영어: Phillip Augustus Griffiths Ⅳ) 아래서 박사 학위를 수여받았다.
현재 미국 터프츠 대학교의 수학 교수이다.

## 저서
- Bott, Raoul; Tu, Loring Wuliang (1982). 《Differential forms in algebraic topology》. Graduate Texts in Mathematics (영어) 82. Springer-Verlag. doi:10.1007/978-1-4757-3951-0. ISBN 978-1-4419-2815-3. ISSN 0072-5285. MR 658304. Zbl 0496.55001.
- Tu, Loring Wuliang (1983). 《Hodge theory and the local Torelli problem》. Memoirs of the American Mathematical Society (영어) 279. American Mathematical Society. ISBN 978-0-8218-2279-1.
- Tu, Loring Wuliang (2007). 《An introduction to manifolds》. Universitext (영어). Springer-Verlag. doi:10.1007/978-1-4419-7400-6. ISBN 978-1-4419-7399-3. ISSN 0172-5939.